# Шарова, Наталья Викторовна
Наталья Викторовна Шарова (род. 24 октября 1972, Липецк) — российская легкоатлетка, специалистка по спринтерскому бегу. Выступала за сборную России по лёгкой атлетике в конце 1990-х годов, чемпионка мира в эстафете 4 × 400 метров. Представляла Воронежскую область. Мастер спорта России международного класса.

## Биография
Наталья Шарова родилась 24 октября 1972 года в Липецке.
Занималась бегом под руководством тренера В. В. Мамонова. Проходила подготовку в спортивном обществе Профсоюзов, позже выступала за Российскую Армию.
Впервые заявила о себе в лёгкой атлетике на международном уровне в сезоне 1991 года, когда вошла в состав советской национальной сборной и побывала на юниорском европейском первенстве в Салониках, откуда привезла награду серебряного достоинства, выигранную в эстафете 4 × 400 метров.
После распада Советского Союза представляла национальную сборную России. Так, в 1994 году представляла страну на молодёжном Кубке Европы в Остраве, где вновь стала серебряной призёркой в эстафете 4 × 400 метров.
В 1995 году окончила Воронежский государственный институт физической культуры по специальности «тренер-преподаватель».
На Кубке Европы 1996 года в Мадриде вместе со своими соотечественницами была третьей в эстафете 4 × 400 метров.
В 1997 году благодаря череде удачных выступлений удостоилась права защищать честь страны на чемпионате мира в помещении в Париже — в итоге российская команда одержала здесь победу в эстафете 4 × 400 метров (Шарова стартовала исключительно в предварительном квалификационном забеге). Также, будучи студенткой, принимала участие в летней Универсиаде в Сицилии, где финишировала седьмой в индивидуальном беге на 400 метров и победила в эстафете 4 × 400 метров.
На зимнем чемпионате России 1999 года в Москве взяла бронзу в беге на 400 метров. На чемпионате мира в Севилье выступила в предварительном забеге эстафеты 4 × 400 метров и получила в итоге золотую медаль (в финале участия не принимала).
В 2004 году победила на чемпионате России в эстафете 800 + 400 + 200 + 100 метров.
За выдающиеся спортивные результаты удостоена почётного звания «Мастер спорта России международного класса».